# إميل وإسحق بريير

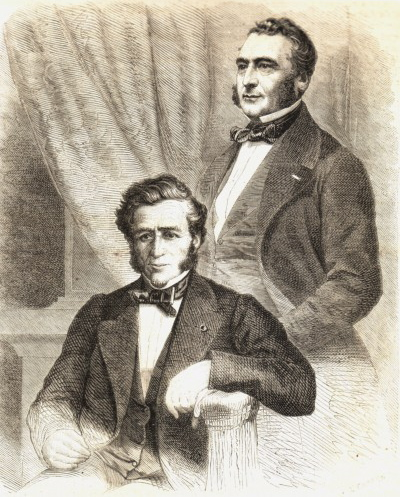

أخوان فرنسيان يهوديان من رجال المال والاقتصاد والصحافة، ولدا في فرنسا لعائلة سفاردية من أصل برتغالي، وتأثرا بفكر سان سيمون الاشتراكي النزعة وانضما إلى دائرته، وكتبا عديداً من المقالات السياسية والاقتصادية في الصحف الفرنسية لاقت اهتماماً واسعاً. وفي عام 1832، قام إميل بريير بتحرير جريدة جلوب السان سيمونية ثم جريدة لي ناسيونال الصادرة عن الحزب الجمهوري في الفترة ما بين عامي 1832 و1835. وكان لاهتمام إمـيل بريير بالمشاريع الصناعية الحـديثة، وخـصوصاً السـكك الحديدية، أن فتح باب التعاون في هذا المجال بين الأخوين بريير من جهة وبين عائلة روتشيلد من جهة أخرى، فاشتركا معاً في بناء خطوط السكك الحديدية المهمة في فرنسا. ولكن هذا التعاون لم يدم طويلاً إذ انتقل الأخوان بريير للتعاون مع واحد من أكبر منافسي عائلة روتشيلد وهو المالي اليهودي الثري آشيل فولد الذي عيَّنه نابليون الثالث (لويس بونابرت) وزيراً للمالية عام 1849 واشترك الطرفان معاً عام 1852 في تأسيس مصرف كريدي موبيليه وهو أول مصرف استثماري حديث في فرنسا نجح في جذب إيداعات آلاف المستثمرين الصغار. وأصبح هذا المصرف الذراع المالي للإمبراطورية الفرنسية، وساهم في إدخال تغييرات جذرية في سوق المال الفرنسي، كما نجح في الحصول على امتيازات بناء السكك الحديدية في فرنسا والنمسا وإسبانيا وروسيا.
وقد شكَّل الأخوان بريير، ومصرفهما الجديد، تهديداً مباشراً لنفوذ عائلة روتشيلد وقوتها المالية في أوروبا، الأمر الذي دفعها لتعبئة جميع مواردها لمواجهة هذه المنافسة الخطيرة. وانتهى هذا الصراع الضاري، الذي امتدت أحداثه بين أوروبا وأمريكا اللاتينية، بانهيار مصرف كريـدي موبيليه عــام 1867 وضيــاع أمـوال آلاف المودعين، الأمر الذي أفقد الأخوين بريير الكثير من مصداقيتهما ومكانتهما.
وقد كان الأخوان بريير عضوين في البرلمان الفرنسي خلال حقبة الستينيات من القرن التاسع عشر. كما أصدر إسحق، في الفترة ما بين عامي 1876 1880، جريدة لا ليبرتيه (الحرية) والتي سجَّل فيها آراءه الخاصة حول القضايا السياسية والاقتصادية والصناعية. ولعل الصراع الضاري الذي دار بين الأخوين بريير من جهة وعائلة روتشيلد من جهة أخرى يبين أن الحديث عن «رأسمالية يهودية مستقلة ذات مصالح مستقلة» لا أساس له من الصحة، وأنه تصوُّر صهيوني معاد لليهود في آن واحد. ومع هذا، فحينما اضطر إدموند درومون للاستقالة من جريدة لا ليبرتيه اتهم إسحق بريير بالعنصرية وكتب كتابه فرنسا اليهودية الذي يبين فيه مؤامرة الرأسمالية اليهودية ضد فرنسا وفقرائها.